# Rimouski-Neigette
Rimouski-Neigette è una municipalità regionale di contea del Canada, localizzata nella provincia del Québec, nella regione di Bas-Saint-Laurent.
Il suo capoluogo è Rimouski.

## Città principali
- Rimouski
- Esprit-Saint